# Istoria clubului FC Petrolul Ploiești
FC Petrolul Ploiești este un club de fotbal profesionist din Ploiești, România, care evoluează în SuperLiga României. Petrolul a luat ființă la București în 1924 prin fuziunea dintre Triumf și Romcomit, echipa numindu-se la acea vreme Juventus București.
Primul titlu național a venit la șase ani după înființare, Juventus fiind campioana din sezonul 1929–30. După reorganizarea structurii fotbalului românesc, clubul a jucat șapte sezoane consecutive în Divizia A, din 1933 până în 1940. După cel de-al doilea război mondial, au promovat din nou în prima divizie, după ce au terminat pe primul loc în ultimul sezon al Diviziei B înainte de izbucnirea războiului. Clubul a jucat ultimul sezon drept Juventus în 1946–47, după care numele a fost schimbat de mai multe ori în Distribuția, Petrolul, Competrol, Partizanul și respectiv Flacăra. Echipa a fost mutată la nord în orașul Ploiești în 1952 și s-a stabilit pe numele actual de Petrolul cinci ani mai târziu. La scurt timp după mutare, clubul a obținut încă trei titluri naționale - în 1957–58, 1958–59 și 1965–66. Pe plan intern, palmaresul său include și trei cupe naționale, cea mai recentă din campania 2012–13.
Debutul Petrolului în fotbalul european a fost înregistrat în 1958, când s-au confruntat cu Wismut Karl Marx Stadt din Germania de Est în runda preliminară. În istoria recentă, Petrolul a intrat în insolvență în februarie 2015 și a urmat desființarea, totuși suporterii și legendele cluburilor reînființând-o și înscrind-o în Liga a IV-a în vara anului 2016.

## Înființarea și primii ani (1924-1952)
Actuala echipă Petrolul s-a născut la București în anul 1924, mai precis la finalul acelui an, atunci când forțate de considerente financiare, cluburile Romcomit și Triumf au fuzionat, semnând astfel actul de naștere al uneia dintre cele mai puternice echipe bucureștene din perioada interbelică, Juventus București. Tradiția latină cultivată de noul club sportiv era ilustrată și de emblema acestuia, care evoca istoria orașului Roma, cu lupoaica alăptându-i pe Romulus și Remus. Echipa a păstrat culorile fostului club româno-italian (roșu și albastru) și a rămas să joace pe Stadionul Romcomit. Evenimentul fuziunii apare menționat într-un material apărut duminică, 4 ianuarie 1925, în Gazeta Sporturilor, sub titlul: „Juventus – O fuziune senzațională”.
Articolul respectiv relata următoarele: „În ultimul moment aflăm că puternicele cluburi bucureștene, de foot-ball-asociație Triumf și Romcomit au fuzionat sub denumirea de “JUVENTUS”. Am căutat imediat să avem o convorbire cu unul din dirigenții cluburilor de mai sus. În acest scop ne-am adresat d-lui S. Petrovski (foto), care cu amabalitatea-i cunoscută ne-a răspuns la principalele chestiuni asupra cărora nu eram încă pe deplin edificați. Înclinăm a crede că fuziunea a fost cauzată mai mult de doleanțele comune ale cluburilor de mai sus, ambele greu lovite de chestiunea jucătorilor străini. Adunările generale ale acestor cluburi urmează să se întrunească cât mai neîntârziat pentru a ratifica fuziunea de mai sus. În principiu numele grupării a fost ales « Juventus ». Culorile sub care vor lupta vor fi acelea roș-albastre, pe motiv că asociația Romcomit are un mare stoc de articole de sport în depozit. Președintele ar urma să fie ales d-l Ettore Brunelli, iar vice-președinte d-l S. Petrovici. Restul comitetului va fi alcătuit dintr-un egal număr de membri din fiecare grupare. În rezumat, clubul roș-negru aduce în noua fuziune un însemnat sport de jucători români, 2 echipe inferioare, cap de serie, acela la categoria I-a la două puncte de liderul seriei A. Pe de altă parte, Romcomit în afară de moderna-i instalație, o formidabilă echipă pentru matchurile internaționale. Astfel « Juventus » nu va putea în viitor decât să devină cel mai puternic club local, firească consecință a contopirii a două puternice echipe cu trecut glorios. Este de sperat că fuziunea nu va avea tristul epilog, al cărului analog din Timișoara (…)”.
Așadar, în ianuarie 1925, la București, noua echipă locală, Juventus, vorbea de meciuri internaționale, și pe bună dreptate pentru că în acel an formația reușește câteva rezultate internaționale foarte bune. Cea mai spectaculoasă victorie vine pe 29 iunie 1925, atunci când Juventusul câștigă cu 2-1 în fața formației Slavia Praga la București extaziind un public de 4000 de persoane, pentru bucureșteni înscriind Melchior și Brauchler. A urmat o nouă victorie, de data aceasta împotriva vecinilor bulgari, un 3-0 cu Slavia Sofia pe 6 septembrie. Juventus reușește să transforme două echipe regionale (de Liga a II-a de astăzi) într-o echipă care se va implica în sezonul 1925-1926 în lupta pentru titlu.
Juventus este admisă în campionatul Bucureștiului, categoria Onoare, în 1924 neexistând un campionat național stil divizie. În acel sezon, 1924-1925, Romcomit jucase un singur meci, cu CFR București, de care a dispus cu 6-1. Triumf activase în seria B a categoriei Onoare, jucând 5 meciuri din care a câștigat 4, cel mai detașat cu Sportul Studențesc (4-0) și a pierdut unul: 0-1 cu Tricolor București. Toate aceste rezultate se vor anula după fuziune, iar Juventus va juca în primăvara anului 1925 tur-retur cu celelalte 6 echipe din serie și va termina pe locul 4.
A urmat un titlu de vicecampioană și, în 1930, Juventusul, devine pentru prima ei dată, și singura, campioana Regatului României Mari. Echipa de atunci a Juventusului va continua cu evoluții bune în fotbalul românesc, dar nu va reuși să mai câștige vreodată titlul sub această titulatură. Odată cu Campionatul Mondial de Fotbal 1938, perioada de glorie a Juventusului pare că se termină și bucureștenii nu mai reușesc decât rezultate sporadice precum un loc 3 în sezonul 1935-36, și locul 4 de două ori după război, în sezonul 1946-47 și 1947-48. De remercat în toți acești ani este sărbătorirea a 10 ani de la formarea echipei, și faptul că echipa bucureșteană vine să joace și pe noul stadion local din Ploiești. A fost prima apropiere a echipei de „orașul aurului negru”. Sezonul 1947-48 a fost și cel care a rămas în istorie ca primul în care Juventus nu se mai numea Juventus. Astfel, după 23 de ani în care a purtat numele de Juventus, numele echipei va fi modificat, după moda vremii, de la an la an. Astfel, Distribuția ocupă locul 4 în 1948, Petrolul București - locul 7 în 1948-1949, Partizanul București - locul 10 în 1950, iar ultimul an al fostului Juventus la București avea să fie în 1951 atunci când, sub numele de Flacăra, termină pe un onorant loc 5. Echipa se mută la Ploiești în urma unor directive, și retrogradează la finele lui 1952. În 28 de ani, Juventus a reușit un titlu și câte un loc 2 și 3. Fotbalul romantic de atunci a continuat și la Ploiești prestat de frații Munteanu sau Flamaropol. Din toți jucătorii de atunci ai Juventusului cei care s-au remarcat cel mai mult au fost: Emerich Vogl, Ștefan Wetzer, Rudy Wetzer, Nicolae Gorgorin, Ilie Oană, Mihai Flamaropol, Coloman Braun Bogdan și Ladislau Raffinsky.

## Mutarea la Ploiești și trei titluri naționale (1952-1968)
Petrolul Ploiești a apărut prin transferul la Ploiești al echipei bucureștene Flacăra, în anul 1952. Ilie Oană, care vine la timona echipei galben-albastre după sfârșitul turului 1952 nu va reuși să salveze echipa, dar va ajunge în finala cupei, pierdută cu 0-2 în fața echipei CCA București. Aflată în Divizia B, Flacăra a început modest și și-a continuat „prahovenizarea”. Meciul decisiv jucat cu Spartac București a fost pierdut de ploieșteni, dar criticile din presă i-au motivat pe jucători, dând startul unei serii de 9 meciuri câștigate consecutiv ce a dus la promovarea echipei în prima divizie.
Urmează o ascensiune ponderată: locul 7 în 1954, 2 în 1955 (după ce a stat pe primul loc doar o săptămână), locul 5 în 1956. Flacăra Ploiești a urmat moda din acei ani și și-a schimbat numele în Flacăra Energia (1956), apoi numai Energia (1957) și apoi, din decembrie 1957, Petrolul.
Campionatul din 1957-58 a avut Petrolul pe locul 8 după 3 etape, cu un singur meci câștigat. Din această etapă, echipa care încă se mai numea Energia, va urcă un singur loc în fiecare etapă și pe 24 noiembrie 1957, Energia era pe primul loc. În decembrie 1957, echipa își schimbă numele în Petrolul. Iarna anului 1957-58 a însemnat pentru foarte multe echipe schimbarea denumirii, uneori revenindu-se la nume tradiționale: Rapid, Jiul. Echipa din Ploiești revine la un nume purtat de strămoșul bucureștean în 1948-49. Returul din 1958 începe cu o victorie la limită, 1-0 cu CCA București, campioană din 1956. După acest meci, Petrolul va înregistra rezultate surprinzătoare, printre care 3 înfrângeri în 5 meciuri jucate pe propriul teren și o înfrângere în deplasare în față ultimei clasate, CS Oradea. Totuși, Petrolul a terminat cu 27 de puncte și avea doar șanse teoretice la titlu, deoarece Știința Timișoara mai avea 2 meciuri de disputat și cu 3 puncte ar fi ieșit campioană. Studenții au pierdut la București meciul cu Progresul cu incredibilul scor de 0-7. Acesta le-a fost fatal, distrugndu-și golaverajul, iar Petrolul va lua titlul cu cel mai bun golaveraj, CCA București și Știința Timișoara având un golaveraj mai slab, dar tot 27 de puncte.

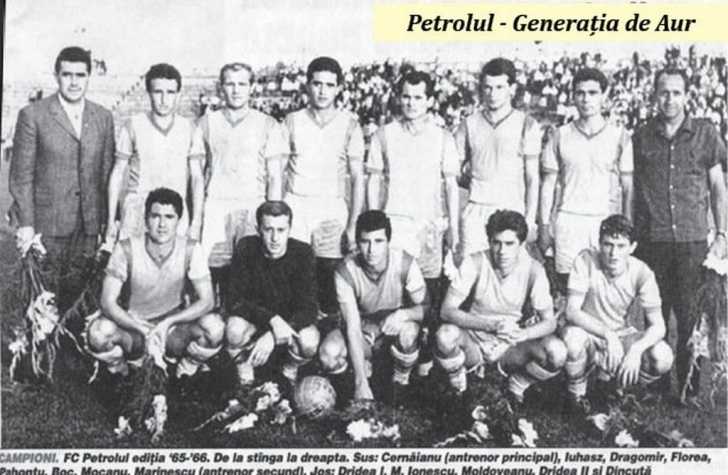
Echipa Petrolului din sezonul 1965-1966, cunoscută și sub numele de Generația de Aur

Toamna va însemna pentru Petrolul debutul în Cupa Campionilor Europeni, dar campionii Germaniei de Est, Wismut Karl Marx Stadt s-au dovedit mai puternici. Petrolul a pierdut la Aue (2-4) a câștigat la Ploiești, 2-0, dar va pierde al treilea meci la Kiev cu 0-4. 1958 a fost un an slab, echipa terminând turul pe locul 4, dar primele 4 etape din retur îi vor aduce echipei locul 1 și al doilea titlu consecutiv (1958-59). Cupa Campionilor va aduce Petrolului o echipa vieneză, Wiener SK și, deși aceștia nu au putut marca pe propriul teren, au făcut-o pe stadionul Petrolul (2-1 pentru austrieci). Au urmat două titluri pentru militarii echipei CCA, Petrolul evoluând pe la mijlocul clasamentului.

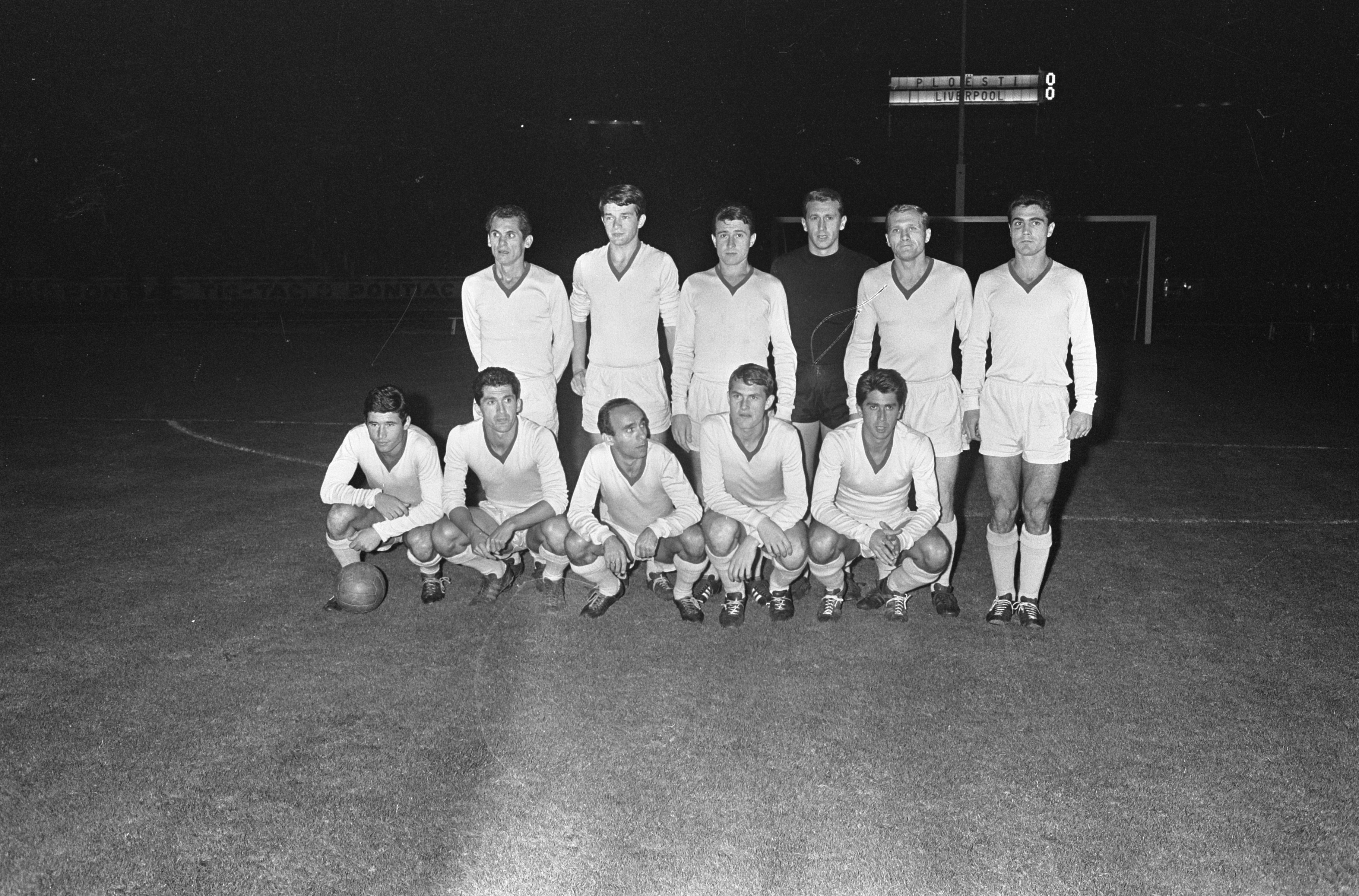
Petrolul Ploiești în meciul cu Liverpool, octombrie 1966

Turul campionatului 1961-62 este început de petroliști cu un incredibil 2-6 în Capitală, învinsă fiind campioană en-titre: CCA. Toamna anului 1961 va fi din nou fericită pentru ploieșteni, care au stat în „plasa” liderilor și a sărit pe primul loc în ultima etapă a turului. Returul va începe, însă, cu revanșa militarilor la Ploiești, aceștia numindu-se acum Steaua. Au urmat încă două înfrângeri în deplasări și visul unui nou titlu s-a destrămat, acesta ducându-se pentru a două oară în Ștefan cel Mare. 1962 va însemna debutul în Cupa Orașelor Târguri, Petrolul fiind prima echipa românească care a jucat în această cupă. Tot în 1962 se va înregistra cea mai bună participare românească în această competiție pentru viitorii 20 de ani, Petrolul eliminând Spartak Brno (4-0 la Ploiești) și selecționata orașului Leipzig după 3 meciuri, ultimul jucat la Budapesta. Adversarul din sferturi a fost Ferencváros, de care a fost eliminat (0-2 la Budapesta, 1-0 la Ploiești). Petrolul se va despărți pentru totdeauna la 14 iulie 1963 de Constantin Tabarcea, jucător care s-a prăbușit pe terenul din Ploiești, în minutul 14, în ziua de 14 iulie 1963, în ultima etapă disputată cu Dinamo Bacău, la scorul de 0-0. Băcăoanii au fost probabil mult mai mișcăți și vor ceda cu 4-0, iar peste o săptămână, Petrolul va cuceri Cupa României, întrecând nou-promovata Siderurgistul Galați cu 6-1.
Petrolul va debuta în august 1965 în Divizia A cu două victorii, dar va ceda pasul giuleștenilor, care aveau 19 de puncte după 11 mecuri și 5 puncte avans față de ploieșteni. Numai 4 meciuri au mai jucat petrolistii și au trecut pe primul loc, iar la 31 martie 1966, golul din corner marcat de Virgil Dridea în poarta giuleștenilor îi vor scoate pe aceștia din lupta pentru titlu, Petrolul terminând campionatul cu 6 puncte avans și un scor rușinos în ultima etapă la Cluj. 12 octombrie 1966 a rămas în istorie că data în care Liverpool a fost întrecută de o echipă românească, aceasta fiind campioana României, Petrolul. După 0-2 la Liverpool, Petrolul câștigă cu 3-1 acasă și îi va obliga pe campionii campioanei mondiale (Anglia) să joace un al treilea meci, pe Stadionul Heysel din Bruxelles. Deplasarea a fost grea pentru ploieșteni, care au primit două goluri în prima repriză.

## O perioadă de declin (1968-1990)
După vârful de formă, la Petrolul a început declinul. În 1970, Petrolul a terminat turul pe locul 2, poziție ratată în retur. 1969-1970, 1971-1972 au fost sezoane în care Petrolul a fost la un pas de retrogradare. După o „resuscitare” datorată lui Ilie Oană (1972-1973, penultimul loc ocupat după etapa a 5-a, locul 4 la sfârșitul turului), anul 1973 a fost destul de slab. În 1974, ploieștenii au suspectat un blat între FC Argeș și CFR Cluj, în favoarea ceferiștilor, dar autoritățile au aflat, și echipa a retrogradat discret, după ce în 1963, Prahova Ploiești și Carpați Sinaia au fost retrogradate de FRF pentru aranjamente în divizia B. Ajunsă în „B”, fotbaliștii mai valoroși (Crângașu, Rămureanu) au plecat și, după 3 etape, echipa era pe ultimul loc. Și-a revenit, dar antrenorii locali nu au avut valoarea lui Ilie Oană, plecat și el la Iași, apoi la Craiova. 

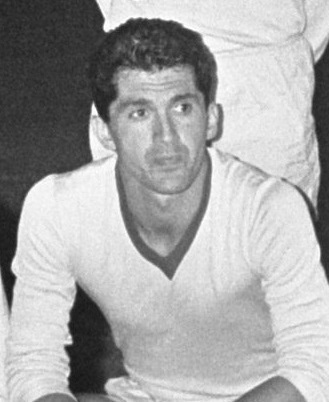
Mircea Dridea a apărut în 273 de meciuri din campionat pentru Petrolul între 1956 și 1971.

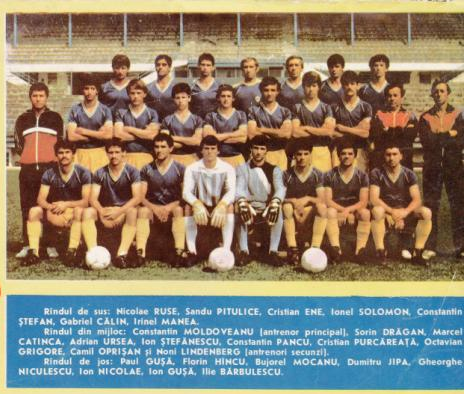
Petrolul Ploiești (1988–1989), echipa care a încheiat lunga perioadă de declin odată cu promovarea în 1989 în Divizia A

La sfârșitul anului 1975, Petrolul îl aduce antrenor pe Valentin Stănescu și echipa încearcă promovarea, dar pierde un joc acasă cu FC Brăila, iar după meci, suporterii și-au arătat nemulțumirea față de arbitrajul lui Dinulescu, aruncând cu diverse obiecte din tribune. FCM Galați și-a întărit atunci porecla de formația „ABBA”, promovând și picând peste un an. În schimb, Petrolul are un tur de excepție, cu 15 victorii și 2 egaluri în 17 meciuri și termină pe locul 1B în 1977, la mare distanță de locul 2 ocupat de Metalul Plopeni. Jucătorii născuți pe meleagurile prahovene nu au avut suficientă experiență, iar sfârșitul campionatului 1977-78 i-a găsit pe locul 17. Promovarea imediată le-a fost barată de Viitorul Scornicești, promovată din Divizia C după un „senzațional” 18-0 cu echipa clasată pe 15, în timp ce Flacăra Moreni câștiga cu 2-1, la aceeași oră, un meci cu Rova Roșiori.
Nici 1979-80 nu a fost prea bun pentru ploieșteni, Rapidul și Progresul s-au duelat pentru locul 1, iar „arbitru” a fost tot Metalul Plopeni, care a câștigat la București cu Rapid și a pierdut la Progresul. În 1980, Petrolul l-a adus antrenor pe Traian Ionescu, iar cei din Târgoviște l-au luat pe Dobrin, care a fost mai bun, astfel încât Petrolul a mai rămas un an în B. În 1982, după 4 ani în a doua ligă, sau 7 din 8, Petrolul depășea Rapidul și revenea în A. 
Au urmat ani plini de emoții, evitarea retrogradării fiind în actualitate la aproape fiecare joc. 1983-84 trimite din nou pe Petrolul în divizia B, dar promovarea vine după o victorie la Galați cu Dunărea, fosta FCM. În 1987 Petrolul își ia un alt antrenor, fost jucător al echipei din anii de glorie. Numai că Moldoveanu nu avea la Petrolul nici jucătorii Stelei, nici pe cei ai lui Liverpool, și echipa ia din nou calea diviziei B. Septembrie 1988 aduce pe fotoliul de președinte pe Ion Radu, ajutat de Mihai Cristache. Cei doi au fost în repetate rânduri criticați de presa postrevoluționară, dar au reușit câteva performanțe ca pe vremea lui Mircea Dridea și a lui Mihai Ionescu. Petrolul promovează în 1989 și termină pe 4 în 1990, scăpată și de concurența echipei Victoria București, club desființat după Revoluția din 1989.

## Participări europene și victorie în cupă (1990-2002)

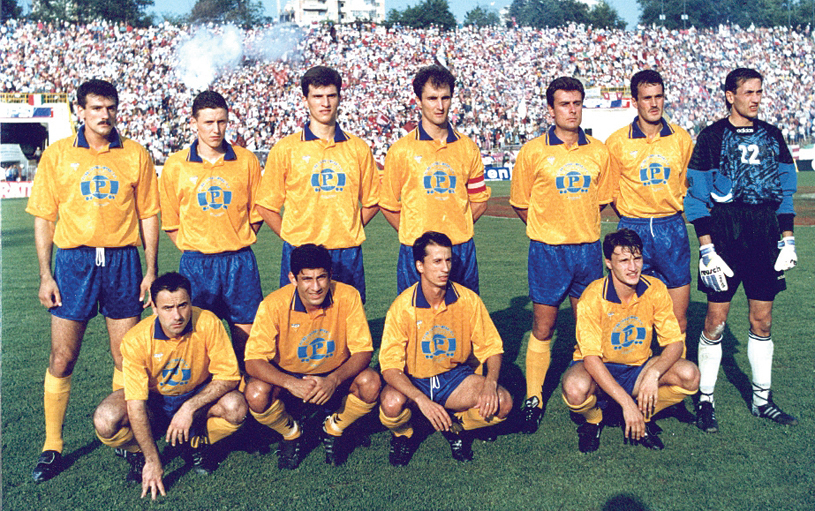
Echipa Petrolului care a câștigat Cupa României in 1995

Petrolul a terminat Divizia A 1989-1990 pe locul patru. Prin urmare, s-a calificat în Cupa UEFA alături de Universitatea Craiova și Politehnica Timișoara. „Lupii Galbeni” a jucat împotriva clubului belgian Anderlecht, care a câștigat ambele manșe.
La sfârșitul sezonului 1990–91, Petrolul a terminat pe locul 7 și, în Cupa României 1990-1991 a fost eliminată în runda a doua de rivala sa Steaua București.
În vara anului 1991, clubul și-a schimbat numele în FC Ploiești, dar a făcut un sezon foarte slab, terminând doar pe locul 10 în campionat și, în Cupa României, echipa a fost eliminată din nou în runda a doua, de această dată de FC Universitatea Craiova. La sfârșitul sezonului, FC Ploiești și-a schimbat numele în Petrolul Ploiești.
„Petroliștii” s-au salvat de la retrogradare în ultimul moment la sfârșitul sezonului 1992–93, terminând pe locul 16 din 18, cu două puncte peste Selena Bacău și patru peste CSM Reșița. Sezonul viitor, antrenorul Marin Ion și jucătorii săi au făcut un sezon foarte bun și au terminat în top 5, mai exact pe locul 5, cu un punct peste Farul Constanța, la același număr de puncte cu locul 4 (Rapid București), două puncte în spatele locului 3 (Dinamo București) și la trei puncte în spatele locului 2 (FC Universitatea Craiova). În Cupa României, „Lupii Galbeni” au fost eliminați în turul doi de Inter Sibiu.
În sezonul 1994–95, în ciuda unui rezultat mediocru în campionat (locul 10), antrenat de același Marin Ion, Petrolul a câștigat Cupa României 1994-1995 după ce și-a învins rivalii, Rapid București, la loviturile de departajare și s-a calificat în Cupa UEFA. Echipa a inclus următorii jucători: Preda - D.Chiriță, Grigore, Răchită (C), Bălăceanu - Leahu, Grama, Pârlog, Abăluță - Zmoleanu, Zafiris.
Sezonul 1995–96 a fost început de „Lupii Galbeni” pe 3 fronturi, Campionat, Cupă și Cupa UEFA. În competiția europeană, au eliminat echipa galeză, Wrexham, în prima rundă, după un scor 0-0 pe Racecourse Ground și victorie cu 1-0 pe Stadionul Ilie Oană, gol marcat de Pârlog în minutul 60. Startul lent ar anunța eliminarea timpurie, în runda a doua, când echipa austriacă Rapid Viena a câștigat cu 3-1 la general după un 3-1 pe Stadionul Gerhard Hanappi și un egal 0-0 la Ploiești. În campionat, Petrolul a încheiat din nou în jumătatea superioară a clasamentului, pe locul 6 și, în cupă, a fost eliminat în sferturile de finală de Național București, la loviturile de departajare.
În anii următori, Petrolul a ocupat următoarele poziții la finalul campionatului: 1996–97 - 9, 1997–98 - 14, 1998–99 - 8 și 1999–00 - 11. Sfârșitul anilor 1990 a fost marcat de rivalitatea acerbă cu Astra Ploiești, o echipă care a promovat în prima ligă în 1998.

## Dificultăți în divizia secundă (2002-2011)
La începutul anilor 2000, Petrolul a intrat sub proprietatea președintelui sindicatelor Petrom, Liviu Luca, iar ploieștenii au un vârf de formă la sfârșitul sezonului Divizia A 2000-2001, când echipa a terminat pe locul 2. A urmat, însă, prăbușirea. În 2002, galbeni-albaștrii au retrogradat în Divizia B și, orașul Ploiești, care avea 2 echipe în Divizia A între 1998 și 2002, a rămas în prima ligă doar cu Astra, club care nu a avut nicio prezență în prima ligă a fotbalul românesc până în 1998.
Petroliștii au promovat înapoi în Divizia A în 2003, după doar un sezon în Divizia B dar, doar la o lună după promovare, conducerea clubului a anunțat că finanțarea clubului este pusă sub semnul întrebării. În mai puțin de 30 de zile, suporterii au fost anunțați că va exista o fuziune între Petrolul Ploiești și Astra Ploiești. Astra Ploiești și-a schimbat numele în Petrolul Ploiești și, în iulie 2003, Petrolul Ploiești nu a fost afiliat la Federația Română de Fotbal, lăsând un loc liber în prima ligă, care a fost în cele din urmă ocupat de Oțelul Galați, echipă care a pierdut în acea vară un baraj de retrogradare împotriva echipei de divizie secundă FC Oradea. Pe 28 iulie 2003, Astra Ploiești și-a schimbat numele în FC Petrolul Ploiești, Florin Bercea și Ioan Niculae fiind proprietarii noii entități, iar noua casă devine stadionul Astra. Această alternativă a fost aleasă deoarece, la acea vreme, Petrolul Ploiești era o asociație nonprofit și, conform Legii Sportului, ar fi trebuit transformată în SA, iar o fuziune cu Astra Ploiești pentru a crea o nouă companie ar fi durat cel puțin șapte luni. Aceste formalități legale au fost uneori interpretate ca o dovadă a dizolvării Petrolul, dar o astfel de interpretare este greșită deoarece acest club a preluat, conform FRF, marca și palmaresul Petrolului.
La sfârșitul sezonului Divizia A 2003-2004, Petrolul a retrogradat în Divizia B și, din cauza unor diferențe de proprietate, Ioan Niculae renunță la 50% din acțiunile pe care le deținea în cadrul clubului, acestea fiind împărțite între Liviu Luca, Florin Bercea și Eduard Alexandru. Ulterior, Ioan Niculae a refondat Astra, iar noul club este considerat de LPF ca fiind succesorul legal al clubului înainte de fuziunea din 2003, întărind ideea că rezultatul fuziunii din 2003 este succesorul vechiului Petrolul, nu al lui Astra. Petrolul s-a mutat, de asemenea, pe vechiul său stadion, Stadionul Ilie Oană, în vara anului 2004.
Retrogradarea din 2004 a fost urmată de o perioadă neagră pentru lupii galbeni, cu șapte sezoane consecutive în Liga a II-a. În sezonul 2004–05 clubul a terminat pe locul 4, la 7 puncte de locul promovării, ocupat la acea dată de Pandurii Târgu Jiu. Sezonul 2005–06 a adus o șansă suplimentară, ca urmare a restructurării primei ligi de la 16 la 18 echipe. Din liga a II-a putea promova și locul 2 printr-un turneu de play-off, dar Petrolul a terminat doar pe locul 3, la 3 puncte de locul 2, ocupat de Unirea Urziceni, echipă care ar promova și scrie istorie în fotbalul românesc.
În 2006, conducerea Petrolului a decis ca meciurile de acasă să se joace pe Stadionul Flacăra din Moreni sau Stadionul Mogoșoaia, motivând mutarea prin faptul că vechiul Stadion Ilie Oană necesita lucrări de reparații și modernizare. Pe 12 octombrie 2006, susținătorii au organizat un protest în centrul orașului Ploiești, cerând ca echipa să fie transferată din proprietatea privată către municipiul Ploiești și să se întoarcă pe propriul teren de acasă. În ciuda acestor probleme interne, Petrolul a făcut un sezon bun, dar a încheiat din nou chiar sub linia de promovare, pe locul 3.
Sfârșitul sezonului 2007–08 a găsit din nou galben-albaștrii pe locul 3, sporind frustrarea în rândul suporterilor și jucătorilor, la 5 puncte de echipa de pe locul 2, unul promovabil. Sezonul următor, 2008–09, a fost unul dezastruos, Petrolul a terminat pe locul 4, dar la mare distanță de locul 2 (Astra, numit atunci FC Ploiești) și locul 1 (Ceahlăul Piatra Neamț), 22 de puncte respectiv 23 de puncte, de asemenea, cu o situație tensionată la nivel administrativ și cu nu prea multe opțiuni la orizont. În 2009, echipa a fost preluată de Municipiul Ploiești și, Valeriu Răchită, fost jucător al echipei, a fost reconfirmat ca antrenor principal, echipa fiind restructurată cu mulți jucători tineri și, după o campanie grozavă în care speranța de promovare a fost vie până în ultima secundă, Petrolul a terminat pe locul 3, la doar 1 punct de locul de promovare, ocupat de Sportul Studențesc, ceea ce a dus la o dezamăgire teribilă, făcându-i pe ploieșteni să se întrebe dacă echipa a fost urmată de ghinion.
Petrolul a început sezonul 2010–11 cu schimbări importante, echipa tânără a fost completată cu câțiva jucători cu experiență precum Pompiliu Stoica, Florentin Dumitru sau Daniel Oprița și s-a mutat pentru meciurile de acasă pe Stadionul Conpet din Strejnicu, lângă Ploiești, facilitând accesul suporterilor, noul stadion Ilie Oană fiind încă în construcție. De asemenea, echipa a fost mutată din prima în a doua serie a ligii a II-a și după o luptă grea în 3 echipe, împotriva FC Bihor Oradea și CS Mioveni, Petrolul a promovat de pe primul loc, cu un punct peste FC Bihor, echipă care a ocupat și un loc promovabil după 7 sezoane consecutive în Liga a II-a și cu 2 puncte peste CS Mioveni, care ulterior a promovat profitând de problemele financiare ale lui FC Bihor. Promovarea a coincis cu inaugurarea noului stadion, toate acestea au adus un mare entuziasm în rândul suporterilor, jucătorilor și personalului Petrolului.

## Succes sporadic urmat de faliment (2011-2016)

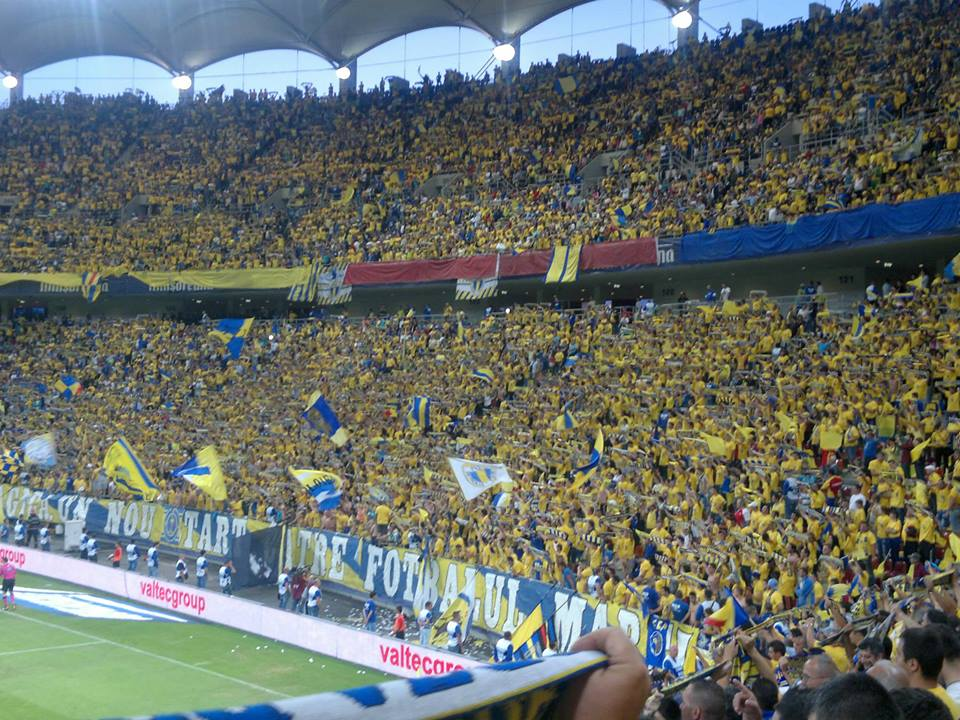
Fanii Petrolului la Finala Cupei României 2013 în București

Sub conducerea lui Cosmin Contra, la cel de-al doilea sezon de la întoarcere, petroliștii au terminat pe locul trei în prima ligă și au câștigat cupa națională pentru a treia oară în istoria lor. În consecință, Petrolul a câștigat un loc în cel de-al doilea tur preliminar al UEFA Europa League 2013-2014, clubul jucând primul său meci european din 1995. După ce i-a învins pe Víkingur Gøta și Vitesse Arnhem, aceștia au fost eliminați în play-off de Swansea City.
Echipa a primit o atenție constantă a presei după ce a semnat foști internaționali români, Adrian Mutu și Ianis Zicu în ianuarie 2014, o mișcare care mai târziu va fi considerată un "eșec". În aceeași lună, s-a anunțat că producătorul german de automobile Opel va deveni sponsorul de pe tricou al Petrolului. Petroliștii au avut șansa de a se califica în a doua finală consecutivă a Cupei României, dar a pierdut semifinala împotriva rivalei Astra Giurgiu cu 2–1 la general. Petrolul a terminat din nou pe locul al treilea în Liga I, în timp ce fanii l-au contestat pe Răzvan Lucescu, considerând că nu era un înlocuitor potrivit pentru Contra, care a părăsit Petrolul în martie pentru a se alătura echipei spaniole Getafe.
În participarea europeană a sezonului următor, „Lupii Galbeni” s-a confruntat cu clubul ceh Viktoria Plzeň în turul trei preliminar al Europa League. După o remiză la Ploiești, Petrolul a învins-o impresionant pe Viktoria marcând patru goluri și primind doar unul. Cu toate acestea, Petrolul a ratat încă o dată șansa de a avansa în faza grupelor după ce a pierdut play-off-ul împotriva lui Dinamo Zagreb. În septembrie 2014, antrenorul principal Lucescu a fost demis și Mutu a părăsit clubul. Pe 25 noiembrie, președintele Daniel Capră, directorul general Marius Bucuroiu și alte cinci persoane s-au confruntat cu detenție preventivă timp de 24 de ore, fiind suspectați de evaziune fiscală și spălare de bani. Infracțiunile comise de oficialii clubului au determinat Petrolul să piardă jucători importanți și să se confrunte cu o perioadă de instabilitate. În februarie 2015, clubul a intrat în insolvență și în cele din urmă a terminat sezonul pe locul șase în Liga I.
Mai mulți jucători au părăsit clubul în vara anului 2015, iar schimbările de antrenor au devenit frecvente. Petrolul a aterizat rapid pe ultimul loc în clasament, unde a rămas până la ultimul meci al sezonului. În cele din urmă, în vara anului 2016, clubul a intrat în faliment.

## Reconstrucția și istoria recentă (2016-prezent)
După falimentul societății comerciale, asociațiile de suporteri și foștii jucători ai clubului au refondat clubul, pe care l-au înscris în Liga A Prahova. Mircea Dridea, golgeterul all-time al Petrolului este președinte onorific. Principalul partener este Uniunea Suporterilor Petroliști, o proaspăt înființată federație a asociațiilor și grupărilor de suporteri, iar finanțatorul principal este Veolia. Președintele clubului este Cristi Vlad, iar antrenor este Octavian Grigore. Echipa a reușit să obțină dreptul de utilizare al stadionului Ilie Oană și concesionarea însemnelor, palmaresului și numelui deținute de Primărie. La meciurile din liga a IV-a, echipa s-a bucurat de susținerea masivă a suporterilor.

Petrolul a terminat sezonul 2016-2017 în Liga A Prahova pe locul 1, la distanță de 11 puncte față de echipa clasată pe locul secund, CS Blejoi. În urma rezultatului obținut, clubul FC Petrolul a fost programat să dispute barajul pentru accederea în Liga a III-a împotriva campioanei județului Dâmbovița, AS Dentaș Tărtășești, baraj disputat în dublă manșă. Primul meci împotriva dâmbovițenilor a avut loc pe terenul din Racari (jud Dambovita), acolo unde Petrolul a învins clar cu scorul de 3-0, golurile fiind marcate de Claudiu Tudor, Nini Popescu și Jean Prunescu. Meciul retur disputat pe Stadionul Ilie Oană a reprezentat încă o dovadă clară a atașamentului suporterilor pentru acest club, fiind prezenți 14.000 de fani care au făcut o atmosferă senzațională, demnă de un meci european. La finalul celor 90 de minute, tabela de marcaj arăta scorul de 2-2, golurile ploieștenilor fiind marcate de Adrian Vintilă și Nini Popescu. Cu scorul general de 5-2, FC Petrolul Ploiești își continuă drumul către top-ul fotbalului românesc, obținând promovarea în cea de-a treia ligă. În sezonul 2017-2018, petroliștii au reușit să promoveze de pe prima poziție a seriei a treia, la 4 puncte de echipele FCM Alexandria și Voința Saelele (actuala Turris-Oltul). Din vara anului 2018, echipa evoluează în cel de-al doilea eșalon românesc.
Petrolul Ploiești termină sezonul 2018-2019 al eșalonului second pe poziția a patra și ratează barajul de promovare. În data de 13 iunie 2019, în urma unui conflict cu o parte a suporterilor, Mădălin Mihailovici, CEO Veolia, anunța că își retrage finanțarea. După acest incident, clubul a ajuns într-o situație extrem de dificilă, dar la scurt timp conflictul a încetat, iar finanțarea a continuat. 
În sezonul următor, antrenor este Leo Grozavu, dar performanțele dezamăgitoare în raport cu așteptările suporterilor și cu bugetul disponibil conduc la înlocuirea acestuia cu Costel Enache în pauza competițională din iarnă. Petrolul reușește sa ajungă în optimile Cupei României, unde învinge Sănătatea Cluj. După câteva meciuri, sezonul competițional a fost suspendat din cauza COVID-19, cunoscut sub numele de „Coronavirus”. La reluare, primele șase clasate joacă între ele în sistem play-off, dar Petrolul reușește doar o victorie, trei remize și o înfrângere, terminând ultima, în afara locurilor  promovabile. Memorabil rămâne meciul cu Rapid, în care petrolul ratează de trei ori aceeași lovitură de la 11 metri, a cărei repetare fusese dictată de două ori pentru că portarul se mișcase înainte de executare.
În sezonul 2020-2021, Petrolul pornește din nou ca mare favorită prin prisma bugetului. În cele câteva zile dintre finalul campionatului precedent și începutul noului sezon, se renunță la majoritatea lotului, este numit ca antrenor Viorel Moldovan, iar în săptămânile următoare sunt aduși aproape 30 de jucători noi. Starul echipei este Armando Vajushi, internațional albanez, dar accidentările repetate îl țin pe acesta în afara echipei în jumătate din meciuri. În ciuda lotului supra-dimensionat, petrolul termină sezonul regular pe locul 10. în play-out, Petrolul se clasează pe locul 1, locul 7 la general.